# Huitziltepec (Guerrero)
Huitziltepec es un pueblo de México en el municipio de Eduardo Neri, estado de Guerrero. Se encuentra a una altitud de 1 670 metros sobre el nivel del mar. Es una localidad rural que en el año 2000 a 2005 sembraban hectáreas de jitomate, tomate y chile.Hoy en la actualidad es el maximo productor de maiz en el municipio de eduardo neri.Cuenta con 4 barrios, 2 preescolares, 3 escuelas ( matutino, vespertino y bilingüe ) 2 secundarias 1 preparatoria, 1 clínica.

## Población
La población total es de 7 513 habitantes